# مانوج کومار
مانوج کومار (انگلیسی: Manoj Kumar؛ زادهٔ ۲۴ ژوئیهٔ ۱۹۳۷ – درگذشتهٔ ۴ آوریل ۲۰۲۵) بازیگر، کارگردان، فیلم‌نامه‌نویس، ترانه‌سرا و تدوین‌گر اهل هند بود. نام اصلی وی «هاریکریشناگیری گوسوامی» است.
او در چهار دهه فعالیت حرفه‌ای خود در ۵۵ فیلم بازی کرد. از او به عنوان یکی از موفق‌ترین بازیگران تاریخ سینمای هند یاد می‌شود. به دلیل شروع روند فیلم‌های میهن‌پرستانه به او لقب بهارات کومار داده شد.
او در سال ۱۹۹۲ با جایزه پادما شری و جایزه داداساهیب فالک، بالاترین جایزه در عرصه سینمای هند را در سال ۲۰۱۵ از سوی دولت به دلیل کمک به سینما و هنر هند کسب کرد. او همچنین برنده یک جایزه ملی فیلم و هفت جایزه فیلم فیر در دسته‌های مختلف بود از فیلم‌هایی که وی در آن نقش داشته است می‌توان به کارمند نیز اشاره کرد.

## اوایل زندگی
کومار در یک خانواده برهمین هندو پنجابی در ایبت‌آباد، شهری در استان مرزی شمال غربی، راج بریتانیا (خیبر پختونخوا، پاکستان کنونی) به دنیا آمد. نامی که هنگام تولد بر او دادند او «هاریکریشناگیری گوسوامی» بود

## فیلم‌شناسی

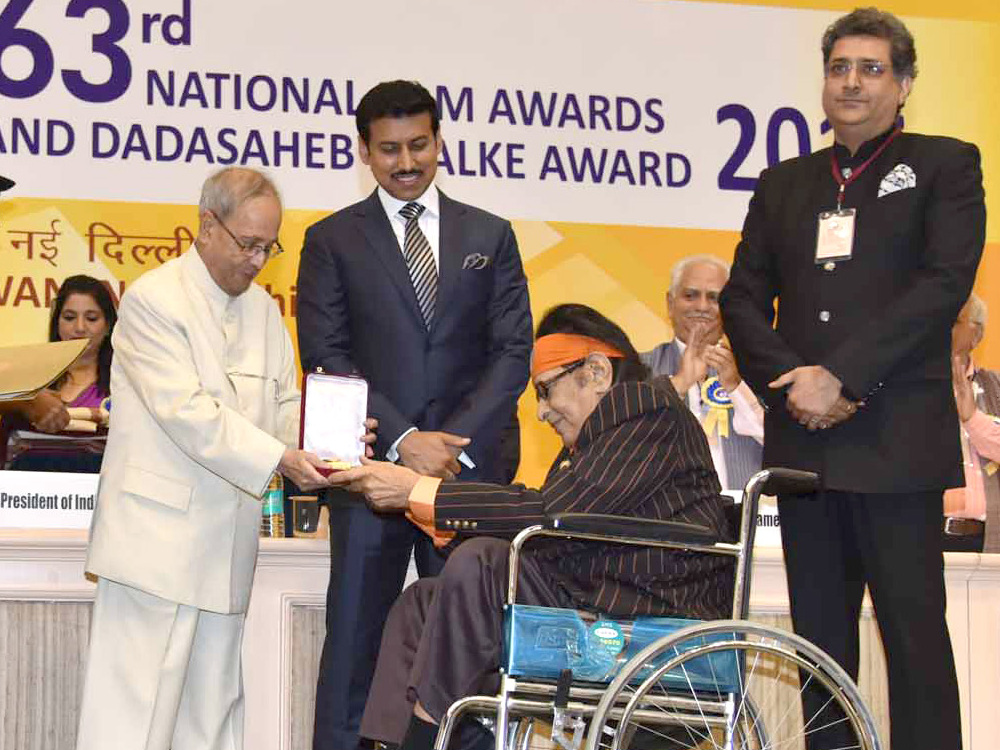
پراناب موکرجی رئیس‌جمهور هند در حال اهدای جایزه داداساهیب فالک به مانوج کومار در شصت و سومین دوره جوایز ملی فیلم در سال ۲۰۱۶ است

فهرست برخی از فیلم‌هایی که مانوج کومار در آنها به ایفای نقش پرداخته است:
- کارمند
- نام من ژوکر است
- میدان جنگ
- غذا، لباس و سرپناه
- بخشش
- فریبکار
- یک مالک
- او که بود؟
- ازدواج
- انقلاب
- ده عدد
- زاهد تارک دنیا
- نیلوفر آبی
- سر و صدا
- آنیتا

## جوایز
وی تاکنون برندهٔ جوایزی همچون جوایز فیلم‌فیر شده است.

## درگذشت
کومار در بیمارستان کوکیلابن دیروبای آمبانی در بمبئی بستری شد و در آنجا به دلیل عوارض مزمن مربوط به قلب درگذشت. بر اساس گواهی پزشکی صادره از بیمارستان، علت ثانویه مرگ سیروز کبدی مزمن عنوان شده. کومار در ۴ آوریل ۲۰۲۵ در سن ۸۷ سالگی در بمبئی درگذشت.